# Skorno (Šmartno ob Paki)
Skorno is een plaats in Slovenië en maakt deel uit van de gemeente Šmartno ob Paki in de NUTS-3-regio Savinjska. De plaats telde 225 inwoners op 1 januari 2020.